# Нагідки лікарські
Нагі́дки́ лі́карські або кале́ндула лі́карська, на Волині ню́хтики (лат. Calendula officinalis) — вид однорічних трав'янистих рослин роду нагідки.
Нагідки лікарські мають сильно виражені бактерицидні властивості відносно багатьох збудників хвороб, особливо стафілококів та стрептококів. Препарати з них застосовують для лікування опіків, ран, для полоскання горла при хронічному тонзиліті та порожнини рота при стоматиті. Квітки нагідок містять каротиноїди, флавоноїди.

## Опис
Нагідки лікарські — трав'янистий однорічник з прямостійним, розгалуженим вгорі стеблом, заввишки 40–70 см. Листки рослини чергові, нижні — довгасто-оберненояйцеподібні, верхні — ланцетні. Квітки — від солом'яно-жовтих до червоно-помаранчевих, зібрані у верхівкові суцвіття — кошики. Крайні квітки — язичкові, утворюють плоди, серединні — трубчасті, безплідні, має тривалий період цвітіння (з кінця червня до осінніх заморозків). Вегетаційний період — 65–75 днів. Плід — сім'янка (насіння дрібне, маса 1000 насінин — приблизно 12 г), дозріває у серпні. Порівняно маловибаглива рослина до умов вирощування. Добре росте і розвивається на освітлених ділянках, забезпечених вологою.

## Хімічний склад
У квіткових кошиках містяться каротиноїди: каротин, лікопен, віолоксантин, цитраксантин, рубиксантин, флавохром. Надземні частини містять до 10 % календину (гіркоти).
Запахом квіти календули завдячують ефірним оліям. У суцвіттях календули містяться смоли (близько 3,4 %), слиз (2,5 %), азотовмісні слизи (1,5 %), кислоти — яблучна (6-8 %) та сліди саліцилової кислоти. Квіткові кошики містять невивчені алкалоїди, в коренях виявлений інулін.
Дослідники  виявили в рослині  антиоксиданти, калій, кальцій, магній і залізо, такі мікроелементи, як хром, алюміній, селен, нікель, стронцій, марганець, мідь, цинк, свинець. У суцвіттях рослини тако́ж присутній ще молібден. Органічні кислоти, такі як яблучна та саліцилова, разом із каротином сприяють яскравому помаранчевому забарвленню квітів.

## Походження та поширення
Батьківщина росли́ни — Центральна та Південна Європа, Передня Азія та Близький Схід. У дикому вигляді нагідки лікарські ростуть у країнах Середземномор'я.
Рослина є достатньо широко розповсю́дженою та культивується як декоративна у Європі та Північній Америці.
В Україні дикорослі нагідки не зустрічаються, проте рослина широко розповсюджена, її вирощують для медичних потреб на спеціальних плантаціях, висаджують на присадібних ділянках.

## Заготівля та зберігання
Для приготування ліків збирають квіткові кошики без квітконосів, у період майже повного розкриття квіток. Сушать у теплому провітрюваному приміщенні або під укриттям на відкритому повітрі у затінку. Досушують у сушарках при температурі 40-45 ºС. Термін придатності сировини — 1 рік. Основною сировиною рослин C. officinalis є висушені квіткові кошики (суцвіття), проте у деяких країнах використовують усю рослину. Зокрема, насіння збагачене жирною олією і алкалоїдами, корені використовують головно як джерело інуліну, сапоніни містяться у всіх органах рослини.

## Фармакологічні властивості
Суцвіття нагідок допомагають загоєнню та прискорюють епітелізацію при виразках та атонічних шкірних ранах, мають протизапальну та протимікробну дію. Водні витяжки з нагідок мають бактерицидну дію щодо багатьох патогенних мікроорганізмів, особливо стафілококів. Детальні дослідження впливу водних витяжок з нагідок на експериментальні виразки шлунка у пацюків показали, що нагідки мають добре виражений ульцепротективний ефект, який запобігає появі деструктивних змін у слизовій оболонці шлунка у 40-70 % хворих. Тому нагідки приписують при запальних процесах слизової оболонки ротової порожнини, шлунка та дванадцятипалої кишки, гастриті, дитячій диспепсії, стрептококовій та стафілококовій інфекції, гнійних ранах, піореї, карбункулах та фурункулах, ранах від опіків, виразках від розширення вен та склерозу судин. Квітки нагідок діють заспокійливо на центральну нервову систему, знижують рефлекторну збудливість, посилюють діяльність серця, тобто збільшують амплітуду серцевих скорочень та уповільнюють ритм. Приписують при серцевих захворюваннях з порушенням ритму та гіпертонічній хворобі, у клімактеричний період. 20 % спиртова витяжка з нагідок дає добрий антигіпертонічний ефект та знаходить застосування у стоматології для лікуванні стоматитів, афтозу, парадонтозу. Водні витяжки нагідок мають холеретичну (жовчотворну) дію при жовчній дискінезії та хронічному холециститі. Екстракт в поєднанні з іншими лікарськими травами (ромашки, ехінацеї, м’яти та ін.) може використовуватися в косметології.
В сучасній фармакотерапії квіти нагідок представлені у вигляді таблеток, мазі, настоянок та брикетів.

## Застосування в народній медицині
У народній медицині застосовують усередину як жовчогінний засіб, а зовнішньо — при тріщинах, болях, ранах, екземах, виразках, лишаях, опіках, захворюваннях очей та запаленні слизових оболонок очей.

## Галерея

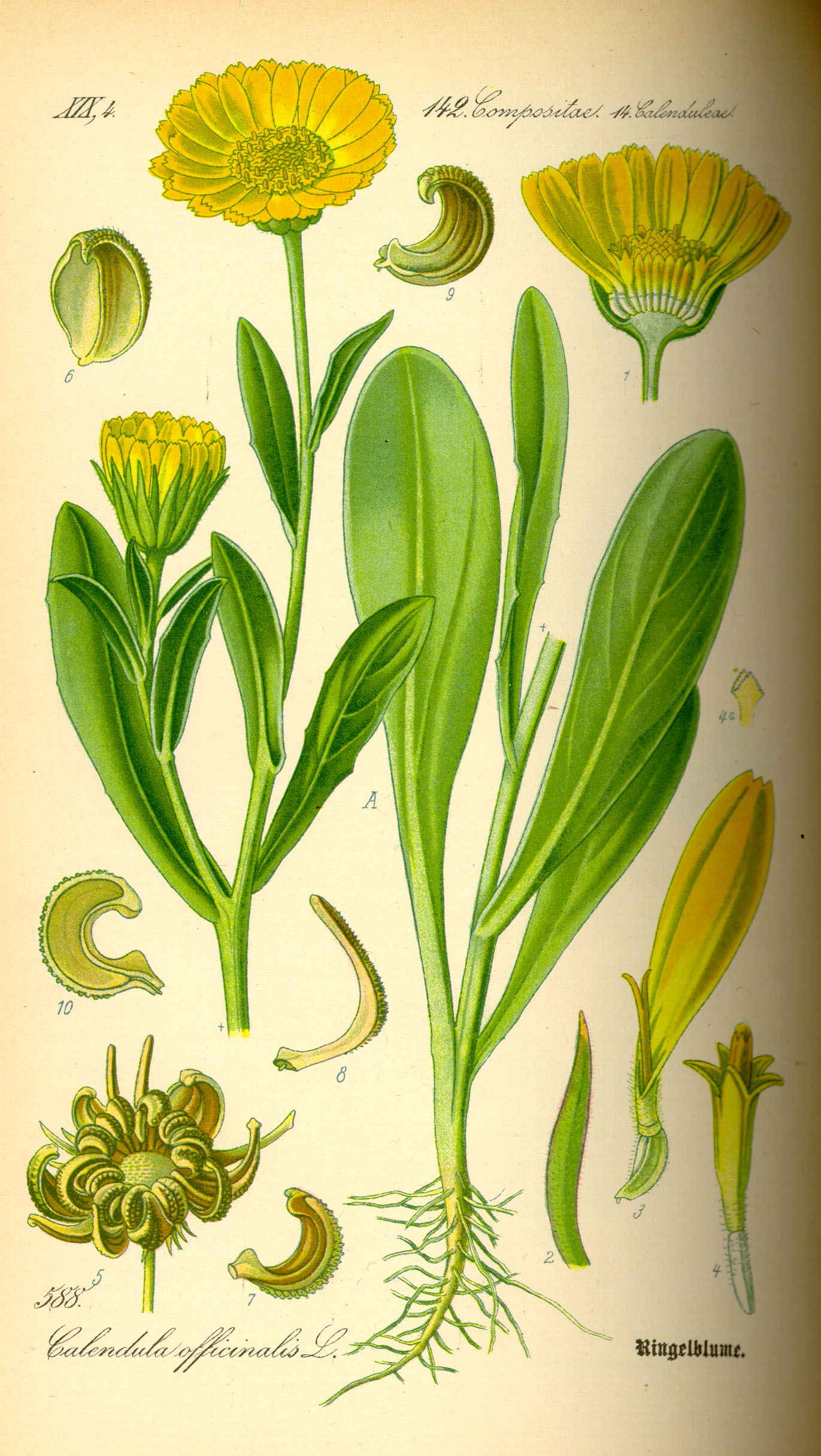
Нагідки з німецького довідника 1885 р.
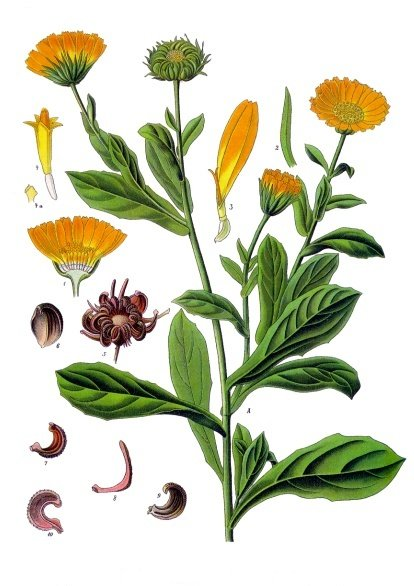
Малюнок з книги 1897 р.
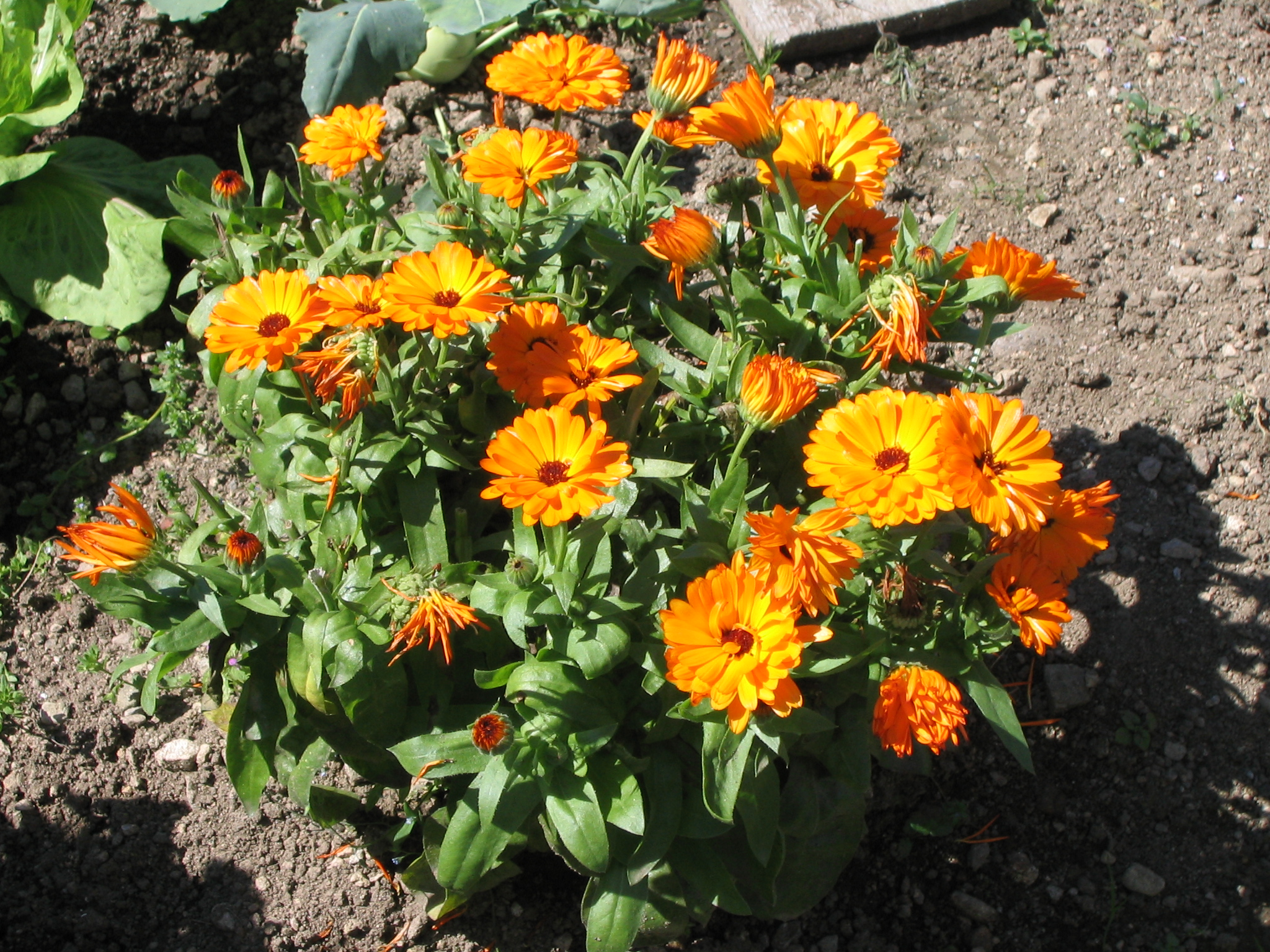
Квітучий кущ нагідок
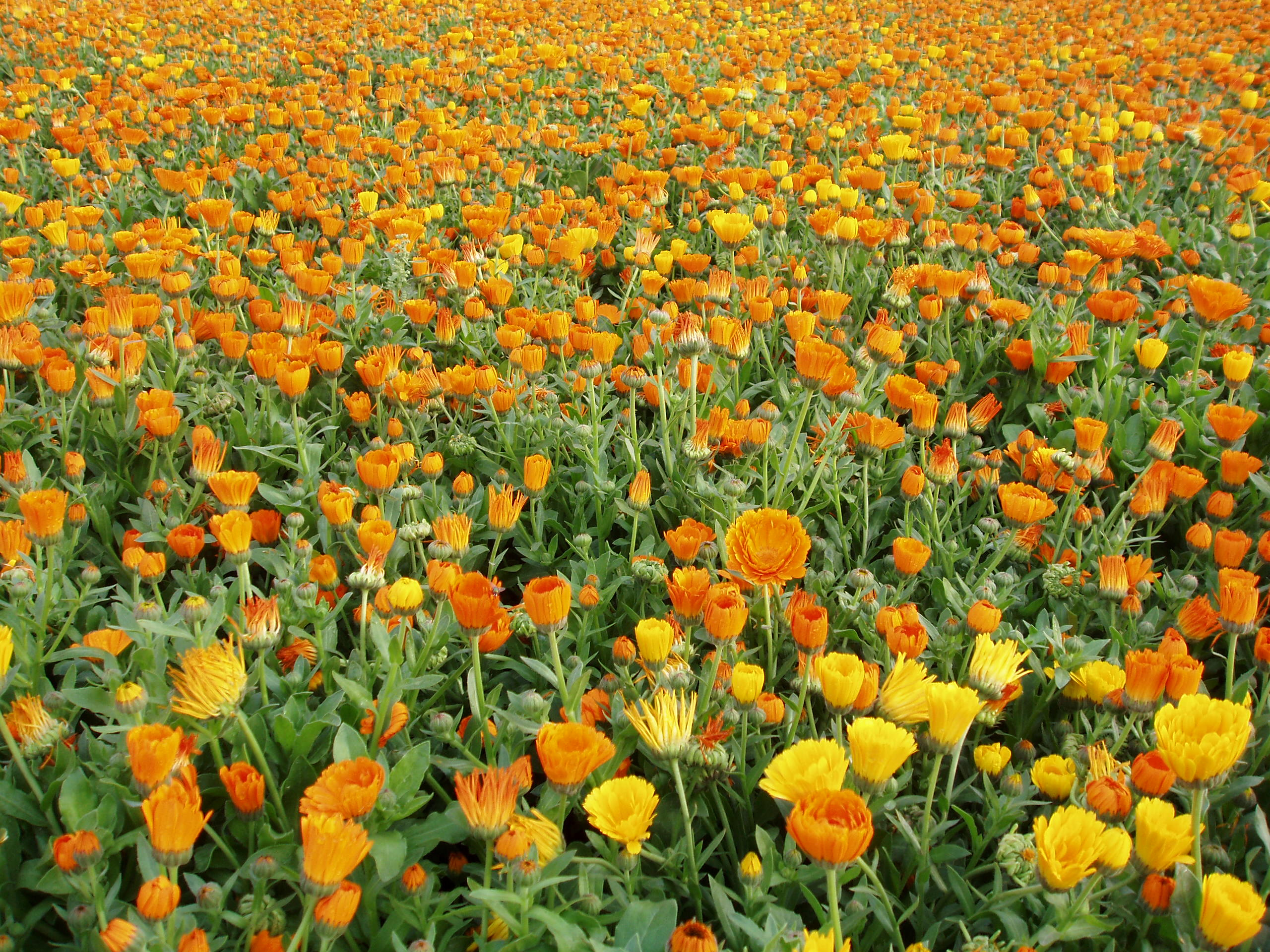
Поле, засіяне нагідками
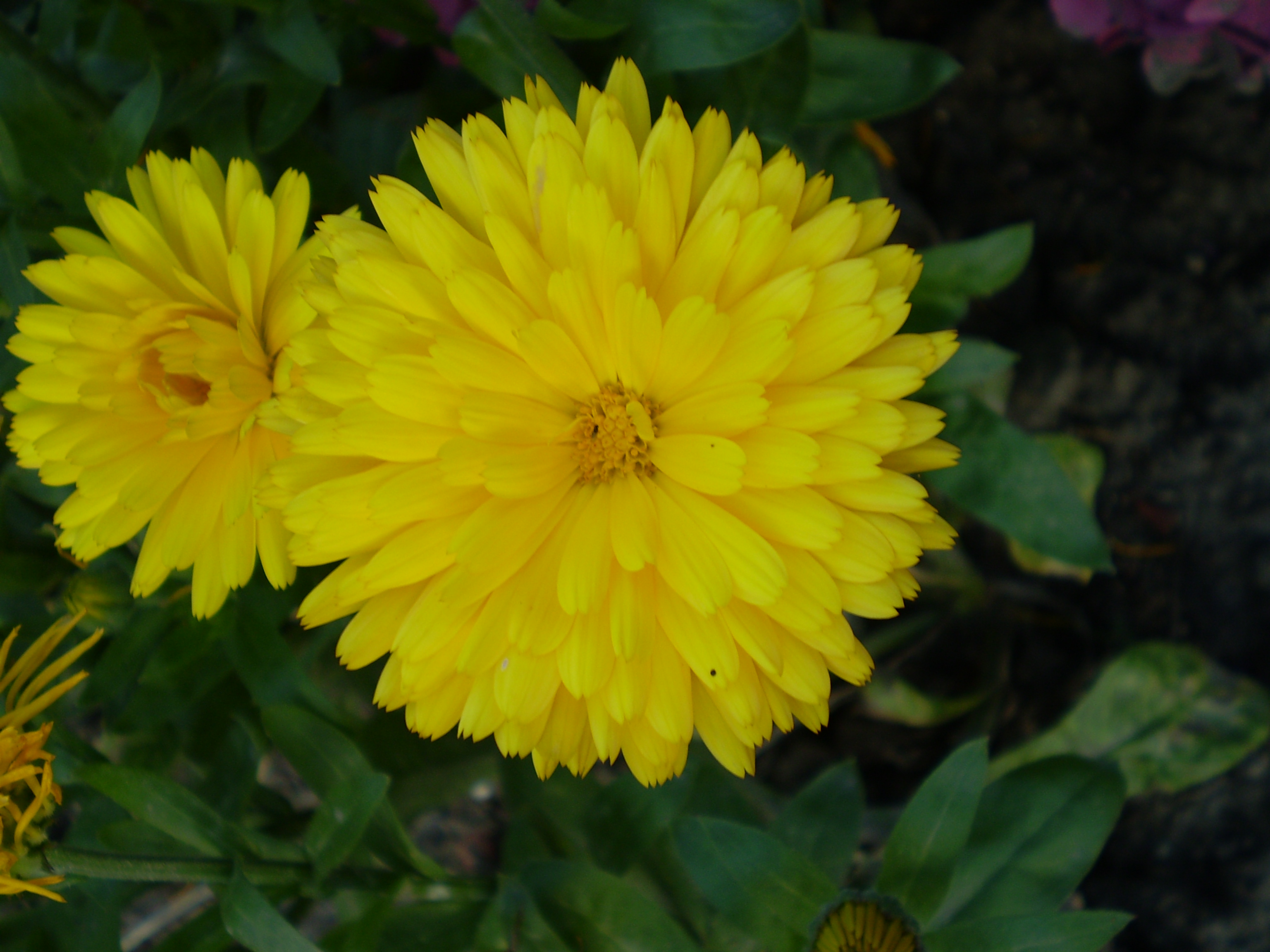
Різновид квітки нагідок
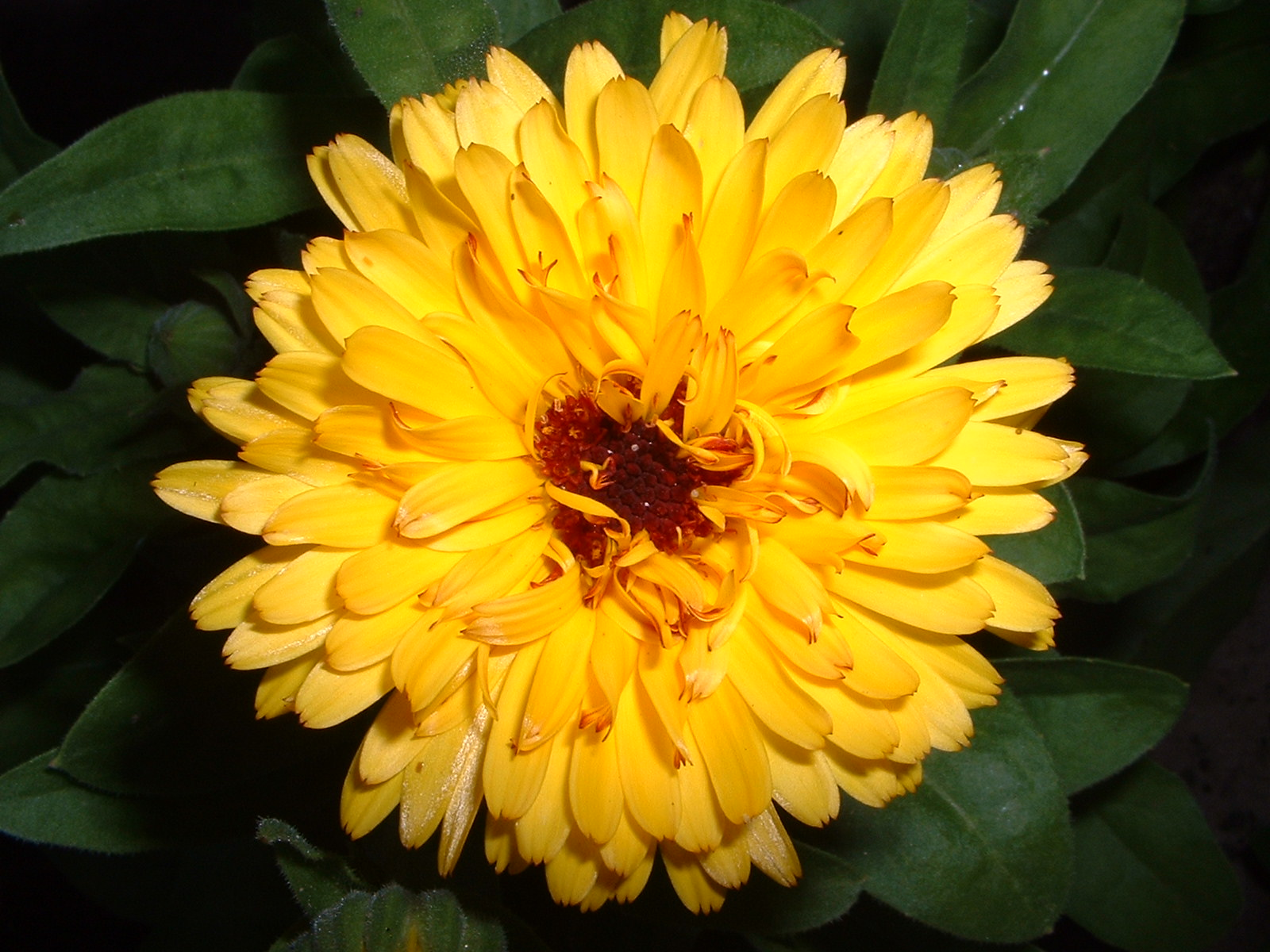
Різновид квітки нагідок
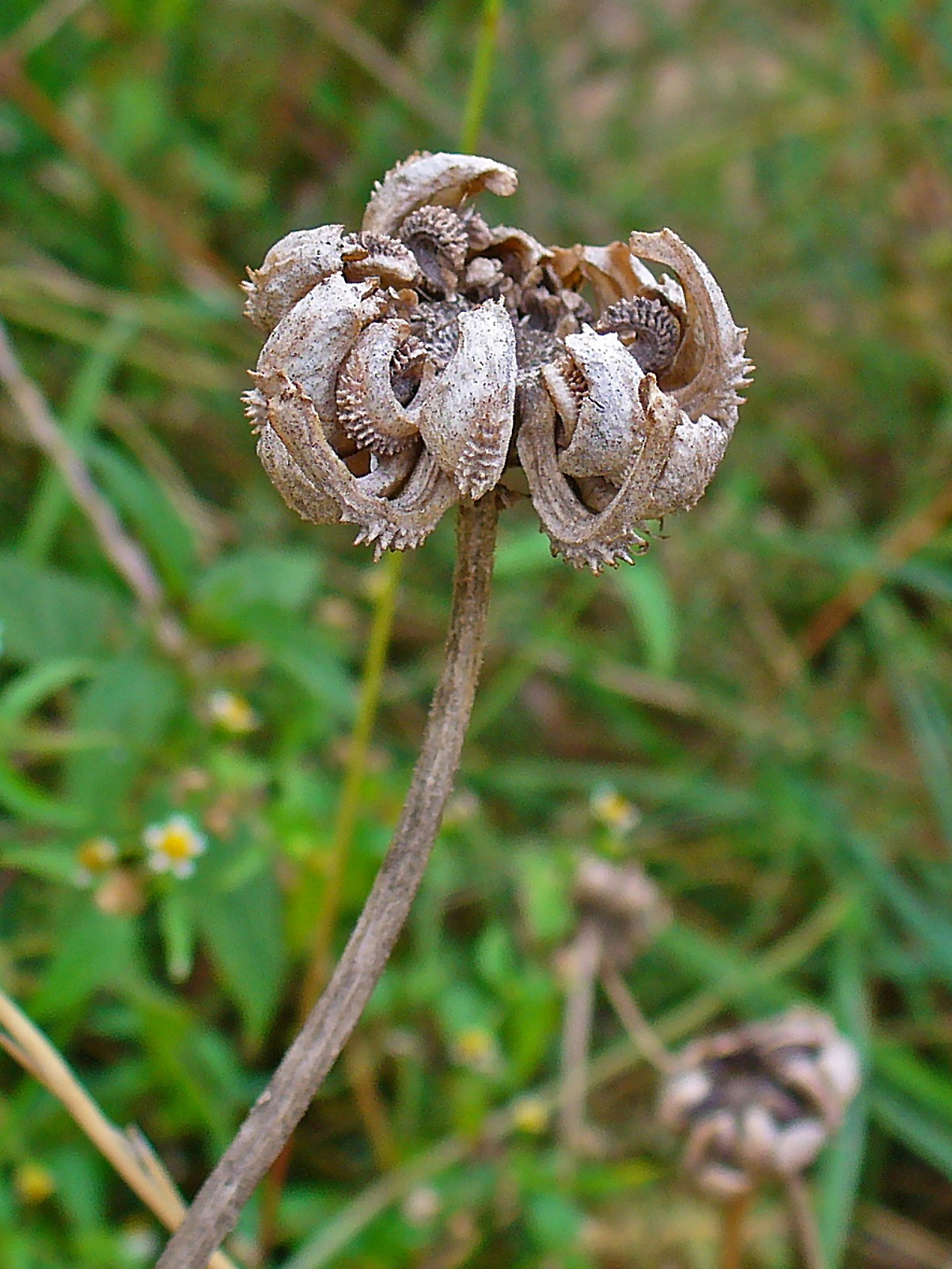
Насіння нагідок лікарських
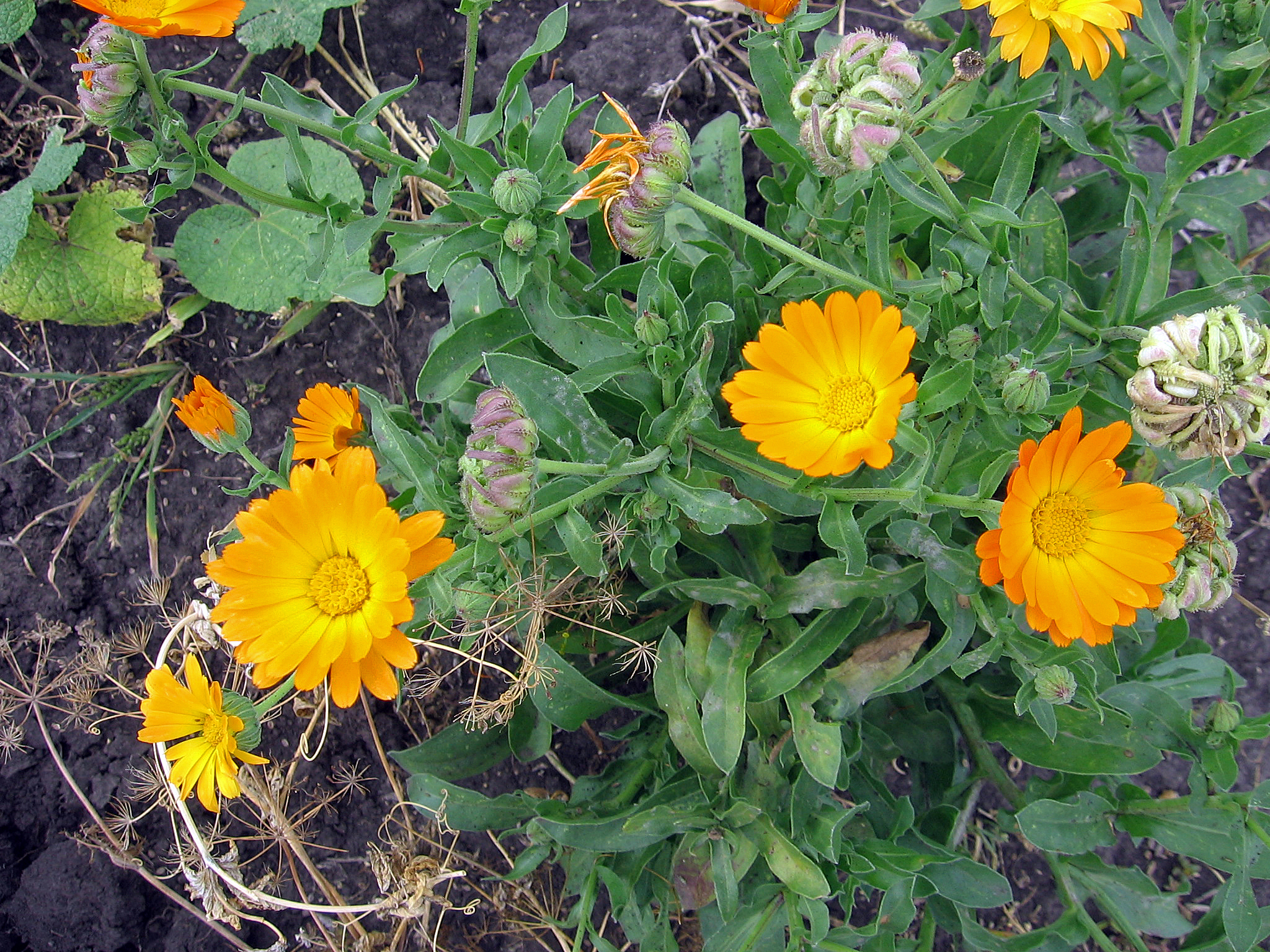
Нагідки з квітками та насінням